# Monegaskisch basketbalteam (mannen)
Het Monegaskisch nationaal basketbalteam is een team van basketballers dat Monaco vertegenwoordigt in internationale wedstrijden. Het team heeft zich tot op heden niet kunnen plaatsen voor Eurobasket, het Wereldkampioenschap basketbal of het basketbalonderdeel van de Olympische Zomerspelen.